# Aurora, l'étoile arménienne
Pour plus de détails, voir Fiche technique et Distribution.
Aurora, une étoile arménienne aussi nommé en anglais Aurora's Sunrise est un film documentaire d'animation réalisé en 2021 par la réalisatrice arménienne Inna Sahakyan. Dans la version originale en Arménien occidental, le titre du film s'écrit ainsi : ԱՐՇԱԼՈՒՅՍԻ ԼՈՒՍԱԲԱՑԸ. 
L'histoire reprend la vie d'Aurora Mardiganian, une survivante du génocide arménien qui, après son évasion, devient une actrice célèbre aux États-Unis en jouant les épisodes tragiques de sa vie.
Dans le cadre de ce récit, le film comprend de courtes scènes du film Auction of Souls, un film muet de 1919 sur le génocide arménien qui est lui-même une adaptation du livre Ravished Armenia, autobiographie d'Aurora Mardiganian.

## Synopsis
Arshaluys Mardiganian est née et vit dans une famille arménienne nombreuse d'Arménie occidentale, territoire de l'empire ottoman. Après la rafle des intellectuels arméniens du 24 avril 1915 à Constantinople qui marque le début du génocide des Arméniens, son père et d'autres hommes de sa famille sont emmenés et exécutés. Le reste de sa famille, femmes et enfants, sont envoyés dans les marches de la mort où la majorité d'entre eux sont assassinés.
Arshaluys est capturée et entre dans un harem où elle devient une esclave sexuelle. Elle réussit à s'enfuir et à rejoindre la région d'Erzurum délivrée en 1916 par l'armée russe. Elle y rencontre le général Andranik qui lui enjoint de rejoindre Saint-Pétersbourg puis l'Amérique afin de révéler au monde entier les atrocités que vivent les Arméniens. Arrivée sur place, Arshaluys voit sa biographie Ravished Armenia publiée et devient connue sous le nom d'Aurora Mardiganian. Invitée à Holywood, elle joue son propre rôle dans le film Auction of Souls de 1919 et doit subir à nouveau chaque tournage et tournées le souvenir de ses traumatismes,.

## Fiche technique
- Titre original : Aurora's Sunrise (anglais), Արշալույսի լուսաբացը (arménien), Aurora - Star wider Willen (allemand).
- Titre français : Aurora, une étoile arménienne.
- Titre au Québéc : Aurora, l'étoile arménienne[5].
- Réalisation : Inna Sahakyan.
- Scénario : Inna Sahakyan, Peter Liakhov, Kerstin Meyer-Beetz.
- Musique : Christine Aufderhaar.
- Production : Revik Avanesyan, Christian Beetz, Kestutis Drazdauskas, Eric Esrailian, Angela Frangyan, Nvard Ghazaryan, Vardan Hovhannisyan, Kathrin Isberner, Sona Margaryan, Juste Michailinaite, Yelizaveta Petrosyan, Khane Poghosyan, Inna Sahakyan, Astghik Sayadyan, Anna Ter-Gabrielyan, Anna Zakaryan.
- Sociétés de production : Bars Media (Arménie), Broom Films (Lituanie), Gebrueder Beetz Filmproduktion (Allemagne).
- Pays d'origine :  Arménie,  Allemagne,  Lituanie.
- Langues originales : arménien, anglais, turc, kurde et allemand.
- Genre : Film d'animation documentaire.
- Durée : 96 minutes.
- Dates de sortie :  France : 16 juin 2022 (première au Festival d'Annecy),  Arménie : novembre 2022.

## Production
L'idée de la conception du film est venue à Inna Sahakyan en 2014 mais reste à l'état de projet car elle n'a pas encore réalisé de film d'animation. Le projet se matérialise à partir de 2015 avec un partenariat entre le studio arménien Bars Medias et l'Institut Zoryan (en) qui fournit les nombreuses archives relatives à Aurora Mardiganian et au génocide des arméniens,. Le choix de faire un documentaire d'animation à partir de son histoire a été motivée par le fait que le cinéma d'animation permet beaucoup plus de liberté dans les expressions des personnages.
Le tournage du film débute en 2019 mais est interrompu en 2020 à cause de la pandémie de Covid-19 mais aussi par la guerre au Haut-Karabagh. Au moment de ce conflit la production arménienne fut fortement aidée par les Lituaniens (Brooms Films) et les Allemands (Gebrueder Beetz Filmproduktion). Ainsi, le film est une coproduction arménienne, allemande et lituanienne.

## Sortie
La première projection a eu lieu au festival international du film d'animation d'Annecy de 2022. Il est par la suite présenté à Erevan, capitale de l'Arménie, en novembre de la même année. Il est le film choisi par l'Arménie pour représenter le pays aux Oscars du meilleur film international de 2022 et est à cette occasion le deuxième film d'animation à être nommé lors de cette cérémonie.

## Distinctions
Liste non-exhaustive.

### Prix
- Grand Prix du Festival du film et forum international sur les droits humains de Genève (Suisse) de 2023[13],[14].
- Prix du meilleur film d'animation au Asia Pacific Screen Award (en) de 2022 (Australie)[15].
- Prix de la meilleure coproduction au Festival du film Nuits noires de Tallinn (Estonie) de 2022.
- Abricot d'argent au Festival international du film d'Erevan (Arménie) de 2022.
- Prix du meilleur long métrage documentaire du festival MiradasDoc de 2023 (Espagne)[16].
- Prix du public du Movies that Matter Festival (Pays-Bas) de 2023[17].
- Prix du public au Europa! Europa Film Festival (Australie) de 2023[18].

### Nominations
- Nommé et premier film diffusé au goEast Film Festival de Wiesbaden de 2023[19].
- Pré-sélection aux Oscars de 2022 (94ème édition) dans la catégorie « meilleur film étranger »[20].